# Włodzimierz Łoś (malarz)
Włodzimierz Łoś (ur. 1849 w Kłębówce na Wołyniu, zm. 3 października 1888 w Monachium) – polski malarz, czynny głównie w Monachium.
Zajmował się malarstwem pejzażowym i wizerunkami koni. W Niemczech używał imienia Waldemar. 
Włodzimierz Łoś studiował malarstwo w latach 1870–1872 w Akademii Sztuk Pięknych w Krakowie u Władysława Łuszczkiewicza. Korzystał ze stypendium ufundowanego przez księcia Romana Sanguszkę. 
W roku 1872 zamieszkał na stałe w Monachium, gdzie studiował w Akademii Sztuk Pięknych u Otto Seitza (w 1873 r. zgłosił się kolejno: 1 V do Naturklasse, 28 X do Malschule), a od 1874 w prywatnej pracowni Józefa Brandta. Należał do monachijskiego środowiska malarzy polskich, a także do niemieckiego stowarzyszenia Kunstverein München, gdzie uczestniczył w wystawach malarstwa. 
Od roku 1873 uczestniczył też w wystawach w Krakowie, Lwowie i Warszawie. Wraz z malarzami Walerym Krycińskim i Sewerynem Bieszczadem założył grupę artystyczną „Nora” mieszczącą się w Warszawie przy ulicy Długiej. 
W swojej twórczości pozostał wierny tematyce krajobrazów Podola i Wołynia, a także scenom w których pojawiały się konie: polowaniom, jarmarkom, przejażdżkom, wyścigom konnym i scenom batalistycznym. Wiele jego obrazów trafiło do kolekcji w Niemczech i Stanach Zjednoczonych. 
Oprócz obrazów olejnych tworzył ilustracje do prasy polskiej.

## Galeria

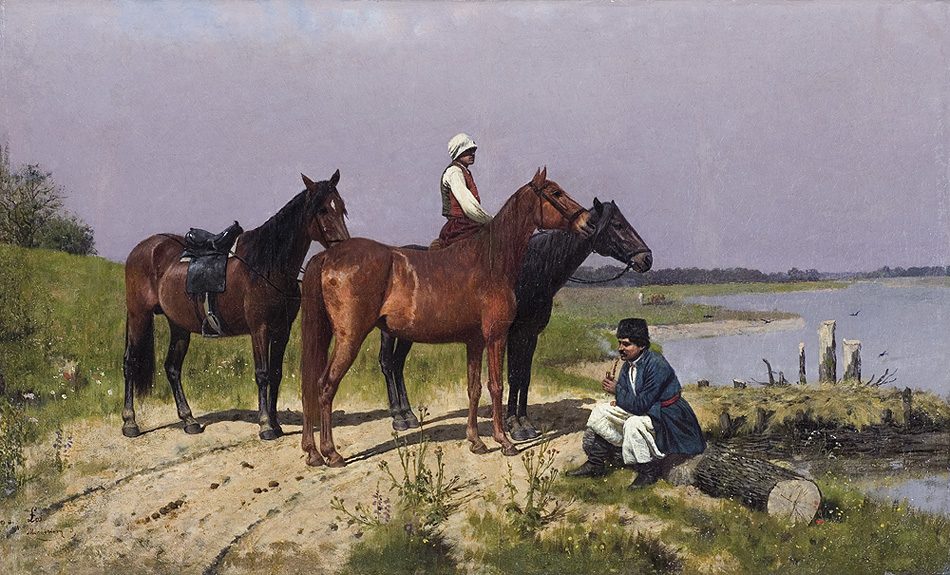
Nad rzeką
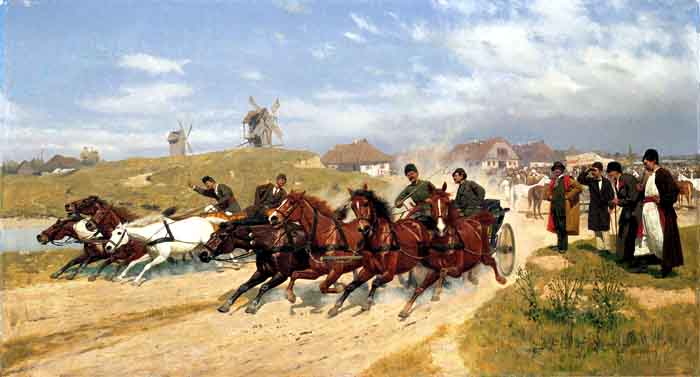
Wyścigi zaprzęgów
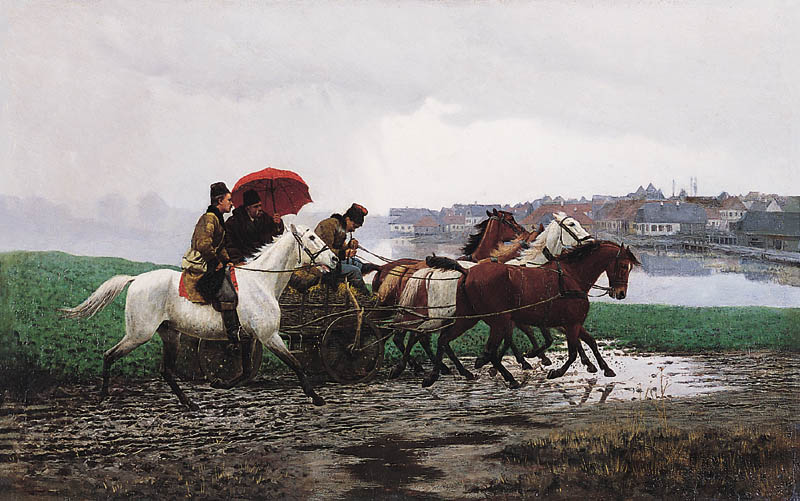
Przejażdżka w deszczu
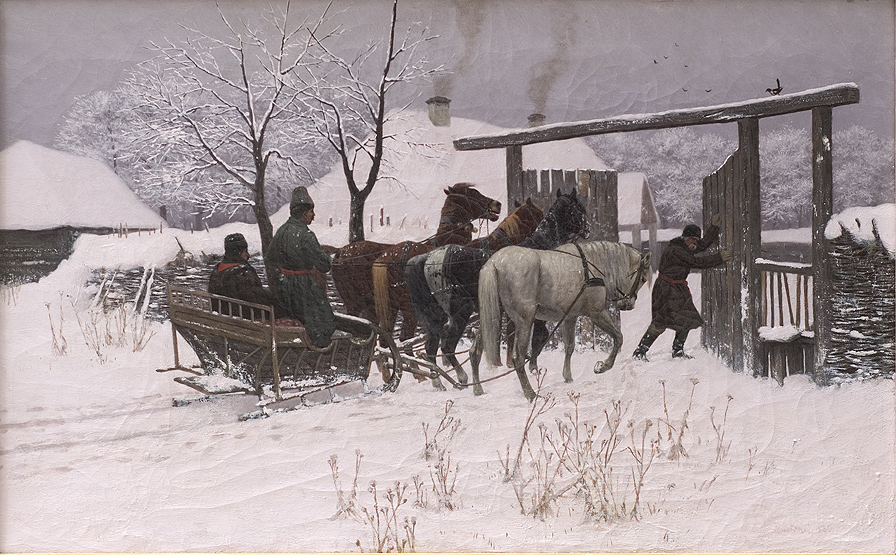
Sanie przed bramą